# Антонович Платон Олександрович
Плато́н Олекса́ндрович Антоно́вич-Во́йшин (25 листопада 1811 — 20 грудня 1883) — урядник і громадський діяч, генерал-лейтенант, керченський та одеський градоначальник, бессарабський губернатор, товариш Миколи Гулака.

## Біографія

### Рід
Предки Антоновича, в чотирьох поколіннях до діда включно, були православними священиками.

### Дитинство і навчання
Народився 25 листопада (13 листопада — за старим стилем) 1811 року у місті Кролевець Чернігівської губернії Російської імперії (тепер — центр Кролевецької міської громади на Сіверщині, у Сумській області) у родині дворянина і колезького протоколіста Олександра Антоновича-Войшина.
Навчався в Кролевецькому повітовому училищі.
13 серпня 1824 року — вступив до Новгород-Сіверської гімназії, де навчався 5 років.
За успішне гімназійне навчання — у 1829 році був рекомендований до зарахування у Імператорський Харківський університет на безоплатній основі («на казенный счетъ»).
У 1830 році перейшов у Московський університет на словесний факультет, де навчався разом з Олександром Герценом. Навчання не закінчив — у 1831 році за участь у гуртку революціонера Миколи Сунгурова арештований (у Москві).

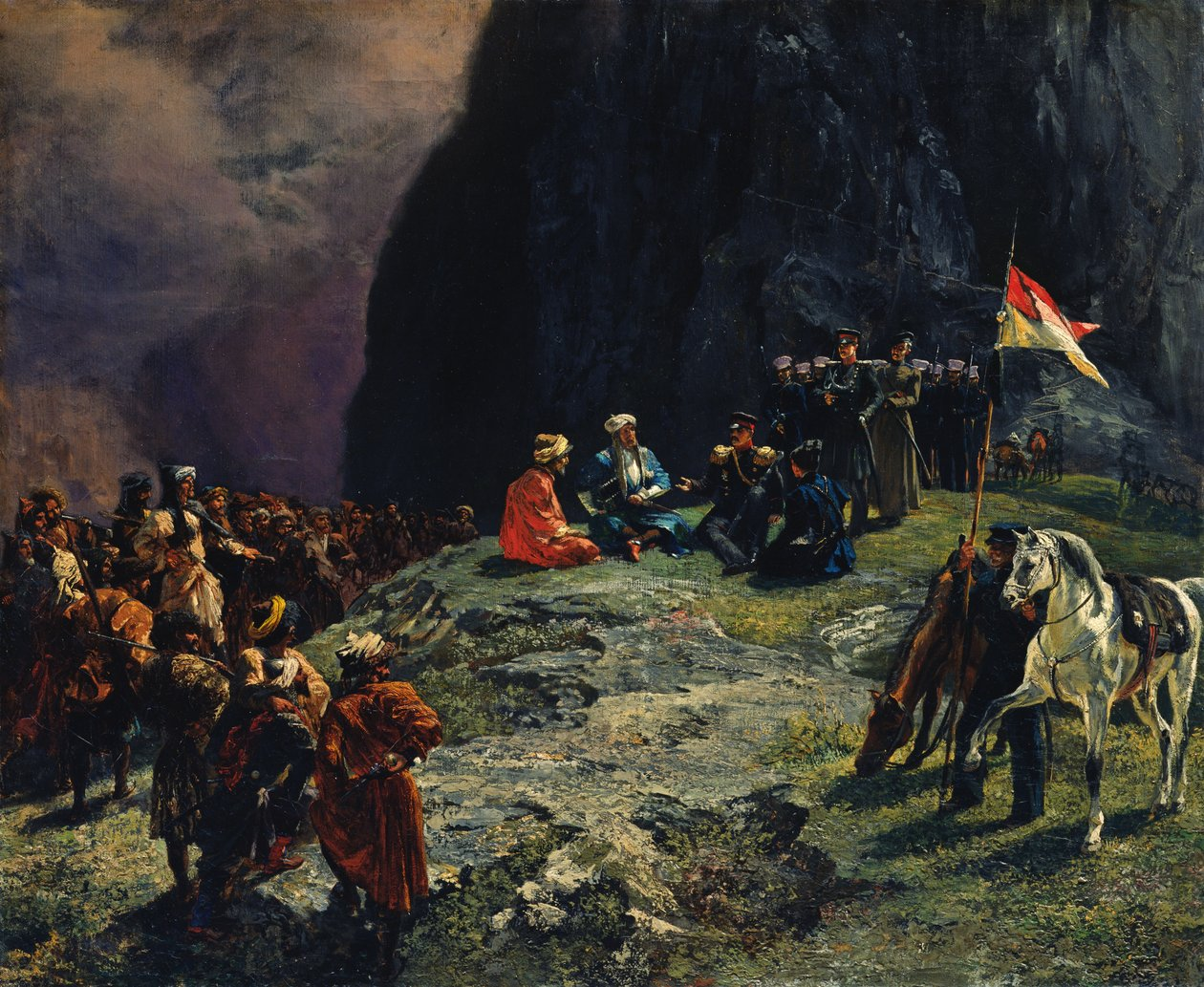
«Побачення генерала Клюкі-фон-Клугенау з Шамілем в 1837 році»
Григорій Гагарін, полотно, олія, 1849

У лютому 1833 року, за вироком військового суду, разом з кількома іншими студентами Московського університету, був розжалуваний у рядові з позбавленням звання дворянина і засуджений до солдатської служби у Окремому Кавказькому корпусі. Був зарахований в Апшеронський піхотний полк, який входив до складу загону, що діяв під командуванням генерал-майора Франца Клюкі-фон-Клугенау.
На Кавказі познайомився з багатьма учасниками декабристського руху, які відбували там заслання.
У липні 1837 року — за відвагу у битві проти горців — отримав звання унтерофіцера. А у вересні цього ж року — супроводжував генерала Франца Клюкі-фон-Клугенау під час зустрічі і переговорів з ватажком кавказьких горців Шамілем.
У 1839 році — отримав звання прапорщика.

### Робота урядником
Був правителем канцелярії начальника Чорноморської берегової лінії. Зберіг цю посаду при чотирьох начальниках (Раєвському, Анрепі, Будбергу та Серебрякову).
З 1855 по 1857 рік — керченський градоначальник. Входив до складу ради місцевого Кушниковського дівочого інституту.
У жовтні 1855 року — став полковником.
У 1861 році — отримав звання генерал-майора і посаду градоначальника Одеси (по 1863 рік). Брав активну участь у діяльності одеського відділення Російського товариства пароплавства і торгівлі.
Товаришував з переведеним з Пермі до одеського Рішельєвського ліцею колишнім членом Кирило-Мефодіївського братства Миколою Гулаком. Імовірно, на його прохання, перебуваючи в Петербурзі, двічі, наприкінці 1860 і на початку 1861 року, зустрічався із Тарасом Шевченком. Про ці візити Антоновича поет згадує у листі до Варфоломія Шевченка від 29 січня 1861 року.
Ймовірно, сприяв звільненому з Рішельєвського ліцею Миколі Гулакові одержати місце вчителя у Керчі.
З 1 серпня 1863 по 30 листопада 1867 року — бессарабський губернатор.
З 1866 по 1880 рік — попечитель Київського навчального округу.
У 1870 році (за іншими даними — у липні 1871) дав дозвіл, щоб виключений з гімназії Григорій Мачтет склав іспит на звання вчителя історії та географії повітових училищ, допоміг йому влаштуватися на роботу. Цього ж року — отримав звання генерал-лейтенанта.
Помер 20 грудня 1883 року у Керчі.

## Родина
Мав сина — Бориса Платоновича Антоновича, який жив і помер (†1900, Керч) у Криму. Він був відомим на півострові земським діячем, інженером-шляховиком за фахом.

## Нагороди
- Повний кавалер Ордена Святої Анни (орден 3-го ступеня отримав у 1842 році, 2-й — у 1853, 1-й — у 1865)
- кавалер Ордена Святого Володимира (3-й ступінь — у 1860, 2-й — у 1867)
- кавалер Ордена Святого Станіслава (1-й ступінь — у 1862)
- кавалер Ордена Білого Орла (1874)
- кавалер Ордена Святого Олександра Невського (1878)
- кавалер Ордена Меджидіє 2-го ступеня

Почесний городянин Кишинева і Кременчука.

### Основні
- Антонович-Войшин Платон Александрович [Архівовано 25 липня 2021 у Wayback Machine.]// Деятели революционного движения в России: Био-библиографический словарь: От предшественников декабристов до падения царизма / Под ред. Вл. Виленского-Сибирякова, Феликса Кона, А. А. Шилова [и др.]. — Т.1: От предшественников декабристов до конца «Народной воли»: Ч.1: От конца XVIII в. до середины 1850-х г.г. / Составлен А. А. Шиловым, М. Г. Карнауховой ; Предисл. В. Виленский-Сибиряков. — М.: Всесоюзное общество политических каторжан и ссыльно-поселенцев, 1927. — С. 35.
- Антонович Платон Александрович [Архівовано 22 липня 2021 у Wayback Machine.] // Энциклопедический словарь Брокгауз и Ефрон. Биографии. — Т. 1. — М., 1991. — С. 376.
- В. Г. Белинский и «литературное общество 11-го нумера» [Архівовано 13 липня 2018 у Wayback Machine.]// Коршунов М. С. Избранные работы по истории просвещения на Северном Кавказе / Под ред. доктора филологических наук профессора К. Э. Штайн, доктора филологических наук доцента Д. И. Петренко, доктора филологических наук профессора В. П. Ходуса. — Ставрополь: Издательство СКФУ, 2013. — С. 461—462. — ISBN 978-5-9296-0652-6
- Воспоминания М. К. Чалого [Архівовано 25 липня 2021 у Wayback Machine.] // Киевская старина. — 1889. — Т. 7. — С. 149—187.
- Зленко Г. Антонович Платон Александрович [Архівовано 23 липня 2021 у Wayback Machine.]//Тарас Шевченко і Крим: Енциклопедичний довідник / упоряд. Г. А. Рудницький. — Сімферополь: Таврія, 2001. — С. 16-17.
- Зленко Григорій. Антонович Платон Олександрович// Шевченківська енциклопедія: У 6-ти т. — Т.1:А-В. — Київ: Інститут літератури імені Т. Г. Шевченка, 2013. — С. 225.
- Коментарі [Архівовано 24 липня 2021 у Wayback Machine.]// Русов О. О. Щоденники та спогади / Упорядкування, підготовка до друку, вступна стаття, коментарі О. Я. Рахна. — Чернігів: Десна Поліграф, 2011. — С. 163. — ISBN 978-966-2646-33-7
- Орехова Л. А. Керченский градоначальник П. А. Антонович [Архівовано 25 липня 2021 у Wayback Machine.]// Крымская Илиада. Крымская (Восточная) война 1853—1856 годов глазами современников: литература, архивы, пресса / Л. А. Орехова, В. В. Орехов, Д. К. Первых, Д. В. Орехов. — 2-е издание, переработанное и дополненное. — Симферополь: СГТ, 2010. — С. 462—479.
- Родовід Антоновичів [Архівовано 25 липня 2021 у Wayback Machine.]// на сайті «Международный институт генеалогических исследований». (рос.)
- Телесницкий А. В. Платон Александрович Антонович [Архівовано 27 липня 2021 у Wayback Machine.]// Русская старина. — 1889. — Т.LXI (61). — С. 315—318.

### Додаткові
- Яковенко Ф. Славні імена земляків [Про Платона Олександровича Антоновича-Войшина] // Кролевецький вісник. — 2011. — 2 грудня. — С. 9.